# Équipe du Canada de hockey sur glace au Championnat du monde féminin 2009
L'équipe du Canada féminine de hockey sur glace remporte la médaille d'argent au championnat du monde féminin de hockey sur glace 2009. 

## Contexte
Le championnat du monde est disputé entre le 4 avril 2009 et le 12 avril 2009 à Hämeenlinna en Finlande.

## Alignement

### Joueuses
| Numéro | Nom                  | Position   | Date de naissance | Équipe                       | PJ | B | A | Pts | Pun | Participation |
| ------ | -------------------- | ---------- | ----------------- | ---------------------------- | -- | - | - | --- | --- | ------------- |
| 2      | Agosta, Meghan       | Attaquante | 12 février 1987   | Lakers de Mercyhurst         | 5  | 2 | 2 | 4   | 2   | 3e            |
| 3      | MacLeod, Carla       | Défenseur  | 16 juin 1982      | Oval Xtreme de Calgary       | 5  | 2 | 6 | 8   | 4   | 4e            |
| 4      | Kellar, Becky        | Défenseur  | 1er janvier 1975  | Barracudas de Burlington     | 5  | 0 | 0 | 0   | 4   | 6e            |
| 5      | Sostorics, Colleen   | Défenseur  | 17 décembre 1979  | Oval Xtreme de Calgary       | 5  | 1 | 1 | 2   | 2   | 6e            |
| 6      | Johnston, Rebecca    | Attaquante | 24 septembre 1989 | Big Red de Cornell           | 5  | 3 | 2 | 5   | 0   | 2e            |
| 9      | Ferrari, Gillian     | Défenseur  | 23 juin 1980      | Oval Xtreme de Calgary       | 5  | 0 | 0 | 0   | 2   | 4e            |
| 10     | Apps, Gillian        | Attaquante | 2 novembre 1983   | Thunder de Brampton          | 5  | 2 | 1 | 3   | 4   | 5e            |
| 12     | Mikkelson, Meaghan   | Défenseur  | 4 janvier 1985    | Chimos d'Edmonton            | 5  | 0 | 3 | 3   | 6   | 2e            |
| 13     | Ouellette, Caroline  | Attaquante | 25 mai 1979       | Stars de Montréal            | 5  | 3 | 5 | 8   | 6   | 7e            |
| 16     | Hefford, Jayna       | Attaquante | 14 mai 1977       | Thunder de Brampton          | 5  | 1 | 6 | 7   | 2   | 7e            |
| 17     | Botterill, Jennifer  | Attaquante | 1er mai 1979      | Chiefs de Mississauga        | 5  | 5 | 3 | 8   | 2   | 7e            |
| 18     | Ward, Catherine      | Défenseur  | 27 février 1987   | Redmen de McGill             | 5  | 0 | 4 | 4   | 2   | 1re           |
| 21     | Irwin, Haley         | Attaquante | 6 juin 1988       | Bulldogs de Minnesota-Duluth | 5  | 2 | 3 | 5   | 2   | 1re           |
| 22     | Wickenheiser, Hayley | Attaquante | 12 août 1978      | Linden Hockey                | 5  | 4 | 4 | 8   | 4   | 6e            |
| 25     | Bonhomme, Tessa      | Défenseur  | 23 juillet 1985   | Oval Xtreme de Calgary       | 5  | 0 | 3 | 3   | 0   | 2e            |
| 26     | Vaillancourt, Sarah  | Attaquante | 8 mai 1985        | Crimson d'Harvard            | 5  | 3 | 4 | 7   | 8   | 4e            |
| 27     | Kingsbury, Gina      | Attaquante | 26 novembre 1981  | Oval Xtreme de Calgary       | 5  | 1 | 2 | 3   | 2   | 6e            |
| 29     | Poulin, Marie-Philip | Attaquante | 28 mars 1991      | Collège Dawson               | 5  | 2 | 3 | 5   | 0   | 1re           |

### Gardiennes de but
| Numéro | Nom                   | Date de naissance | Équipe                      | PJ | V | D | Min | BC | Moy  | Bl | A | Pts | Pun | Participation |
| ------ | --------------------- | ----------------- | --------------------------- | -- | - | - | --- | -- | ---- | -- | - | --- | --- | ------------- |
| 1      | Szabados, Shannon (R) | 6 août 1986       | Griffins du MacEwan College | -  | - | - | -   | -  | -    | -  | - | -   | -   | 1re           |
| 32     | Labonté, Charline     | 15 octobre 1982   | Redmen de McGill            | 3  | 2 | 1 | 179 | 5  | 1,68 | 2  | 0 | 0   | 0   | 4e            |
| 33     | Saint-Pierre, Kim     | 14 décembre 1978  | Stars de Montréal           | 2  | 2 | 0 | 120 | 0  | 0,00 | 2  | 0 | 0   | 0   | 7e            |

### Entraîneurs
| Poste                | Nom              | Date de naissance |
| -------------------- | ---------------- | ----------------- |
| Entraîneur-chef      | Davidson, Melody | 22 décembre 1963  |
| Assistant entraîneur | Lidster, Doug    | 18 octobre 1960   |
| Assistant entraîneur | Smith, Peter     | 27 mars 1953      |

## Résultat
- Classement final au terme du tournoi[2] :  Médaille d'argent
- Charline Labonté est nommée meilleure gardienne du tournoi et Hayley Wickenheiser est nommée meilleure attaquante du tournoi[3]